# 小木曽喬
小木曽 喬（おぎそ たかし、1997年3月19日 - ）は、愛知県出身の日本のプロゴルファー。フロンティアの介護所属。

## 経歴
テレビでゴルフ中継を見たことがきっかけで6歳よりクラブを握る。ジュニアの大きなタイトルは無かったが、中学3年時に福井工大附福井中学に転校し、2012年「北陸三県新人大会」で優勝。福井工業大学附属福井高等学校では2013年に「中部アマ」「中部高校選手権」を立て続けに勝ち、2014年に『日本アマ』で比嘉一貴との10代対決を制し、1973年大会の中嶋常幸の18歳9カ月を抜く17歳115日で日本選手最年少記録を更新。福井工業大学に進んだ2015年にQTへ挑戦し、72位に入ってプロ転向。
ルーキーイヤーの2016年、ABEMAツアー最終戦の『JGTO Novil FINAL』で首位から逃げ切って初優勝を飾る。レギュラーツアーでは2018年の『マイナビABCチャンピオンシップ』初日に65をマークして初めての首位を経験した。2022年はABEMAツアーで2勝を挙げて賞金ランク1位に立っていたが最終戦で大堀裕次郎に逆転された。
2023年は開幕戦『東建ホームメイトカップ』で自己ベストの5位に入って勢いをつけ、9月の『パナソニックオープン』では初の最終日最終組を経験。出場24試合すべてで4日間戦い抜き、初シード獲得だけでなく『日本シリーズ』初出場も果たした。
2024年5月の『中日クラウンズ』で3位タイになると、6月の日韓共催で行われた『ハナ銀行インビテーショナル』を通算14アンダーでツアー初優勝を飾った。

## 主な記録

### ツアー優勝(1)
| No. | Date                | Tournament                 | スコア                 | 2位との差 | 2位（タイ） |
| --- | ------------------- | -------------------------- | ---------------------- | --------- | ----------- |
| 1   | 2024年6月13-6月16日 | ハナ銀行インビテーショナル | −14（67-69-66-68=270） | 1打       | 張裕彬      |

#### ABEMAツアー(3)
| No. | Date                    | Tournament                                            | スコア              | 2位との差  | 2位（タイ）              |
| --- | ----------------------- | ----------------------------------------------------- | ------------------- | ---------- | ------------------------ |
| 1   | 2016年10月20日-10月21日 | JGTO Novil FINAL                                      | −15（65-70=135）    | 1打        | 杦本晃一                 |
| 2   | 2022年7月27日-7月29日   | 南秋田カントリークラブ みちのくチャレンジトーナメント | −12（64-69-68=201） | プレーオフ | 高柳直人                 |
| 3   | 2022年9月28日-9月30日   | エリートグリップチャレンジ                            | −10（70-72-64=206） | プレーオフ | 杉原大河 小林正則 平本穏 |